# بخش پوگارسکی
بخش پوگارسکی (به لاتین: Pogarsky District) یک منطقهٔ مسکونی در روسیه است که در استان بریانسک واقع شده‌است.